# رودني أليخاندرو
رودني أليخاندرو (بالإنجليزية: Rodney Alejandro)‏ هو ملحن أمريكي، ولد في القرن العشرين.

## وصلات خارجية
- الموقع الرسمي
- رودني أليخاندرو على موقع IMDb (الإنجليزية)
- رودني أليخاندرو على موقع ميوزك برينز (الإنجليزية)
- رودني أليخاندرو على موقع أول ميوزيك (الإنجليزية)
- رودني أليخاندرو على موقع ديسكوغز (الإنجليزية)